# Scipione Delfinone
Scipione Delfinone (Milano, terzo decennio del XVI secolo – Milano, 31 agosto 1590) è stato un artista italiano e ricamatore della rinomata scuola milanese del XVI secolo.
Eseguì una serie di lavori (le Cacce) per Enrico VIII re d'Inghilterra e per Ludovico Gonzaga di Nevers. Nel 1566 completò, insieme a Camillo Pusterla, la sua opera più celebre, il Gonfalone della città di Milano, con la raffigurazione di Sant'Ambrogio vittorioso sugli Ariani, su disegno di Giuseppe Arcimboldi e Giuseppe Meda (oggi al Museo del Castello Sforzesco di Milano).
Fu molto amico di Giovan Paolo Lomazzo che lo ricordò con ammirazione nella sua Idea del Tempio della Pittura (vol. I, p. 372) e partecipò alle riunioni dell'Accademia della Val di Blenio.